# Micrelaps tchernovi
Micrelaps tchernovi är en giftig ormart inom familjen stilettormar som tillhör släktet Micrelaps.

## Kännetecken
Micrelaps tchernovi är något lik Micrelaps muelleri men har olika utbredningsområde. Den når en längd på högst 45 centimeter.

## Utbredning
Israel och Jordanien (centrala Jordandalen).

## Levnadssätt
Ormen hittas ofta under stenar. Förmodligen är dess huvudsakliga föda skinkar.

## Systematik
Denna ganska nya art skiljdes från Micrelaps muelleri 2006 av Werner, Babocsay, Carmely och Thuna. Enligt dem har Micrelaps muelleri sin utbredning i södra Israel, Syrien, Jordanien och Libanon medan Micrelaps tchernovi har sin utbredning i centrala Jordandalen.